# Magistral d'escacs Ciutat de Barcelona de 2013
El Magistral d'escacs Ciutat de Barcelona de 2013 fou un torneig d'escacs que es va jugar el 2013 al Casino de Barcelona organitzat per la Federació Catalana d'Escacs i patrocinat pel Casino de Barcelona (Grup Peralada), l'Ajuntament de Barcelona i la Generalitat de Catalunya. El 18è Magistral va tenir lloc entre els dies 25 i 31 d'octubre de 2013 al Casino de Barcelona, Avinguda Marina, 19-21, de Barcelona. El torneig fou el més fort que es va jugar a Catalunya i un dels més forts de l'estat espanyol. Formà part de l'ACP Tour.

## Format i premis
El torneig, que va ser jugat per round robin i dirigit per Jordi Parayre i Soguero, va tenir la següent repartició de premis: primer classificat 2.400 euros més trofeu, segon 2.000 euros més trofeu, tercer 1.500 euros més trofeu, quart 1.100 euros, cinquè 900 euros, sisè 700 euros, setè 500 euros i vuitè 300 euros.

## Participants
La mitjana d'Elo dels participants va ser de 2579 i, per tant, de la categoria XIV. Els participants del Magistral foren els següents vuit jugadors (en aquest ordre de sorteig):
1. GM Josep Manuel López Martínez (Catalunya) (2543 ELO)
2. GM Eric Hansen (Canadà) (2567 ELO)
3. GM Samuel Shankland (Estats Units) (2605 ELO)
4. GM Romain Édouard (França) (2657 ELO)
5. GM Marc Narciso Dublan (Catalunya) (2531 ELO)
6. GM Csaba Balogh (Hongria) (2632 ELO)
7. GM Daniel Alsina Leal (Catalunya) (2540 ELO)
8. GM Lubomir Ftacnik (Eslovàquia) (2546 ELO)

## Resultats i classificació
El Gran Mestre hongarès Csaba Balogh va ser el campió.
|   | Participants                | Elo  | 1 | 2 | 3 | 4 | 5 | 6 | 7 | 8 | Punts | Des1  |
| - | --------------------------- | ---- | - | - | - | - | - | - | - | - | ----- | ----- |
| 1 | Csaba Balogh                | 2632 | * | ½ | ½ | ½ | ½ | 1 | 1 | ½ | 4,5   | 14,75 |
| 2 | Eric Hansen                 | 2567 | ½ | * | 0 | 1 | 1 | 1 | 0 | ½ | 4     | 14,25 |
| 3 | Romain Édouard              | 2657 | ½ | 1 | * | ½ | ½ | ½ | ½ | ½ | 4     | 14,00 |
| 4 | Marc Narciso Dublan         | 2531 | ½ | 0 | ½ | * | 1 | ½ | ½ | 1 | 4     | 12,75 |
| 5 | Samuel Shankland            | 2605 | ½ | 0 | ½ | 0 | * | ½ | 1 | 1 | 3,5   | 10,50 |
| 6 | Daniel Alsina Leal          | 2540 | 0 | 0 | ½ | ½ | ½ | * | 1 | 1 | 3,5   | 10,25 |
| 7 | Josep Manuel López Martínez | 2555 | 0 | 1 | ½ | ½ | 0 | 0 | * | ½ | 2,5   | 9,00  |
| 8 | Lubomir Ftacnik             | 2546 | ½ | ½ | ½ | 0 | 0 | 0 | ½ | * | 2     | 7,50  |